# Torre Littoria
La Torre Littoria est un gratte-ciel construit à Turin en Italie en 1933.
La Torre Littoria est le premier gratte-ciel (immeuble d'au minimum 100 mètres de hauteur) du continent européen et l'un des premiers construits en dehors de l'Amérique du Nord[réf. nécessaire].
C'est le plus haut immeuble de la ville de Turin et le plus haut immeuble d'Europe et d'Italie jusque dans les années 1950[réf. nécessaire].
L'immeuble a été conçu par l'architecte  Armando Melis de Villa.